# 士廞
士廞（?—?），蒼梧郡廣信人，東漢政治人物。士燮的儿子。
建安十五年（210年），孙权派遣步骘为交州刺史。步骘到达後，士燮归附孙权。吴巨怀异心，步骘斩杀。孙权加士燮为左将军。建安末年，士燮派士廞到孙权处为质子，孙权以士廞为武昌郡太守。黄龙五年（226年），士燮去世，士廞的兄弟士徽与孙吴对抗，兵败被杀。士廞和叔叔士壹、士䵋都被免为庶人。几年后，士廞病卒，无子，其妻寡居，孙权下诏在所月给俸米，赐钱四十万。